# Puchar Włoch w piłce nożnej (2002/2003)
Puchar Włoch 2002/03 – 56 edycja rozgrywek piłkarskiego Pucharu Włoch.

## Półfinały
- Perugia Calcio - A.C. Milan 0:0 i 1:2
- S.S. Lazio - AS Roma 1:2 i 0:1

## Finał
- 20 maja 2003, Rzym: AS Roma - A.C. Milan 1:4
- 31 maja 2003, Mediolan: A.C. Milan - AS Roma 2:2